# Bullet for My Valentine
Pour les articles homonymes, voir Bullet (homonymie) et Valentine.
Bullet for My Valentine (parfois abrégé en BFMV) est un groupe de metalcore britannique, originaire de Bridgend, au Pays de Galles. Le groupe se compose de Matthew Tuck (voix principale, guitare rythmique), Michael Paget (guitare principale, chœurs), Jamie Mathias (guitare basse, chœurs) et Jason Bowld (batterie). Ils sont initialement formés sous le nom de Jeff Killed John et ont démarré leur carrière musicale en reprenant des musiques de Metallica et Nirvana. Jeff Killed John enregistre six chansons qui n'ont pas été commercialisées ; deux de ces chansons ont été retravaillées plus tard par Bullet for My Valentine.
Le premier album de Bullet for My Valentine, intitulé The Poison, est commercialisé le 23 octobre 2005 au Royaume-Uni et le 14 février 2006 aux États-Unis pour coïncider avec le jour de la Saint-Valentin. L'album se classe à la 128e place dans le Billboard 200 aux États-Unis. Il est certifié album d'or par le Recording Industry Association of America. Le second album du groupe, intitulé Scream Aim Fire, est commercialisé le 29 janvier 2008 et atteint la quatrième place du Billboard 200. Le troisième album du groupe, Fever, est commercialisé le 28 avril 2010 et atteint la troisième place du Billboard 200. En 2012 le groupe recensait plus d'un million d'exemplaires vendus rien qu'aux États-Unis et plus de 5 millions dans le monde.

## Biographie

### Débuts (1998–2005)
Jeff Killed John est le premier nom de Bullet for My Valentine, groupe formé au Pays de Galles, Royaume-Uni, en 1998 et composé de Matthew Tuck, Michael « Padge » Paget, Nick Crandle, et Michael « Moose » Thomas, durant leurs études au Bridgend College. Imitant des groupes tels que Nirvana et Metallica, le groupe commercialise un EP de deux compositions en 2002, You/Play with Me, produit par Greg Haver. L'EP est joué chez BBC Radio 1. La musique du groupe Jeff Killed John se focalise sur le nu metal de groupes tels que Korn et Limp Bizkit. Le bassiste Crandle quitte le groupe et est remplacé par Jason James. Le groupe change par la suite de nom en Bullet for My Valentine et revoit son style musical ; il décide de choisir le thrash metal.
Le label discographique Roadrunner Records s'intéresse de près à Bullet for My Valentine et leur offre de rejoindre le label. Le groupe refuse cette offre et signe chez Sony BMG et Visible Noise. D'après Tuck, ils ont choisi Sony car ils pensaient que cela leur ouvrirait plus de possibilités. Un EP du même nom est commercialisé le 14 novembre 2004 au Royaume-Uni. Produit par Colin Richardson, il se compose de cinq chansons et marque le premier EP officiel du groupe. Un second EP, Hand of Blood, est commercialisé le 22 août 2005 chez Trustkill Records uniquement aux États-Unis ; il contenait une chanson bonus intitulée 4 Words (To Choke Upon).

### The Poison(2005–2007)

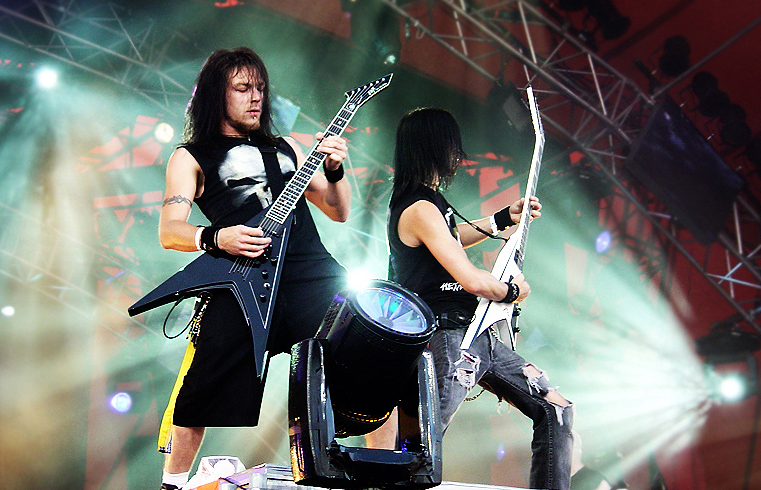
Michael Paget (gauche) et Matthew Tuck (droite) en 2006 Festival Roskilde au Danemark.

Leur premier album studio intitulé The Poison, est commercialisé le 3 octobre 2005 au  Royaume-Uni, et le jour de la Saint-Valentin en 2006 aux États-Unis. Il se classe à la 128e place du Billboard 200, et atteint la onzième place au classement des albums indépendants. Le 30 janvier 2009, l'album est certifié or par RIAA grâce à 500 000 exemplaires vendus rien qu'aux États-Unis. Quatre singles sont commercialisés indépendamment de The Poison : 4 Words (To Choke Upon), Suffocating Under Words of Sorrow (What Can I Do), All These Things I Hate (Revolve Around Me), et Tears Don't Fall. Bullet for My Valentine fait la promotion de l'album partout dans le monde. En 2005, avec une popularité grandissante, ils jouent au Download Festival. D'autres tournées ont été effectuées pour Metallica et Guns N' Roses en été 2006. En juin 2007, Tuck est atteint d'une laryngite, ce qui le mène à faire une tonsillectomie en juillet. Bullet for My Valentine est alors contraint d'annuler de nombreux concerts. Dans l'incapacité de parler, Tuck n'écrit qu'une fois l'opération effectuée, après laquelle il sera de nouveau disponible au studio pour le prochain album du groupe.

### Scream Aim Fire(2007–2009)
Le deuxième album intitulé Scream Aim Fire est enregistré chez Sonic Ranch, et produit par Colin Richardson. L'album est commercialisé aux États-Unis le 29 janvier 2008. Il se vend à 53 000 exemplaires dès sa première parution et atteint la quatrième place du Billboard 200. Trois de leurs compositions ont été diffusées en tant que singles : Scream Aim Fire, Hearts Burst into Fire, et Waking the Demon.

### Fever(2010–2011)
Matt Tuck s'adresse à Daniel Marez de Metal Hammer en mars 2009 concernant la progression de l'enregistrement du troisième album du groupe. Tuck explique que quatre chansons sur cinq ont été achevées. Bullet for My Valentine confirme en août 2009 un nouvel album pour 2010. Lors d'une entrevue en 2010 avec Rock Sound, Tuck donne plus de détails sur ce futur album ; il sera intitulé Fever et la sonorité sera plus proche de The Poison que celle de Scream Aim Fire en l'absence de ballades.
En été 2009, Bullet for My Valentine fait une tournée aux États-Unis dans le Mayhem Festival aux côtés de Killswitch Engage, Slayer, et Marilyn Manson : ils apparaissent également au Sonisphere tour de Knebworth. Le groupe apparaîtra de nouveau au Download Festival 2010 le vendredi soir. Le groupe a également été confirmé pour Nova Rock, Metaltown, Rock am Ring, Rock on the Range, The Bamboozle, Bilbao Live Festival, Fortarock, et Graspop. Ils joueront également au Big Four de Sonisphere en Grèce. Fever est commercialisé le 27 avril 2010. Une musique gratuitement téléchargeable intitulée Begging For Mercy est mise en ligne le 14 février 2010 sur leur site officiel. La chanson Your Betrayal est choisie pour être le single principal de l'album et pour être commercialisé le 9 mars 2010 ; il est malencontreusement commercialisé le 20 mars 2010 sur iTunes Store. Le second single de l’album s'intitule The Last Fight et est commercialisé le 19 avril. La couverture officielle de l'album est mise en ligne le 5 mars 2010 sur leur site officiel. Bullet for My Valentine annonce une tournée aux États-Unis pour la promotion de Fever. Il débute le 30 avril avec Airbourne et Chiodos. Le 12 mars sont diffusés les vidéoclips The Last Fight et Your Betrayal. Le 26 avril, le groupe organise un spectacle privé à Londres pour célébrer la commercialisation de Fever.

### Temper Temper(2011-2013)

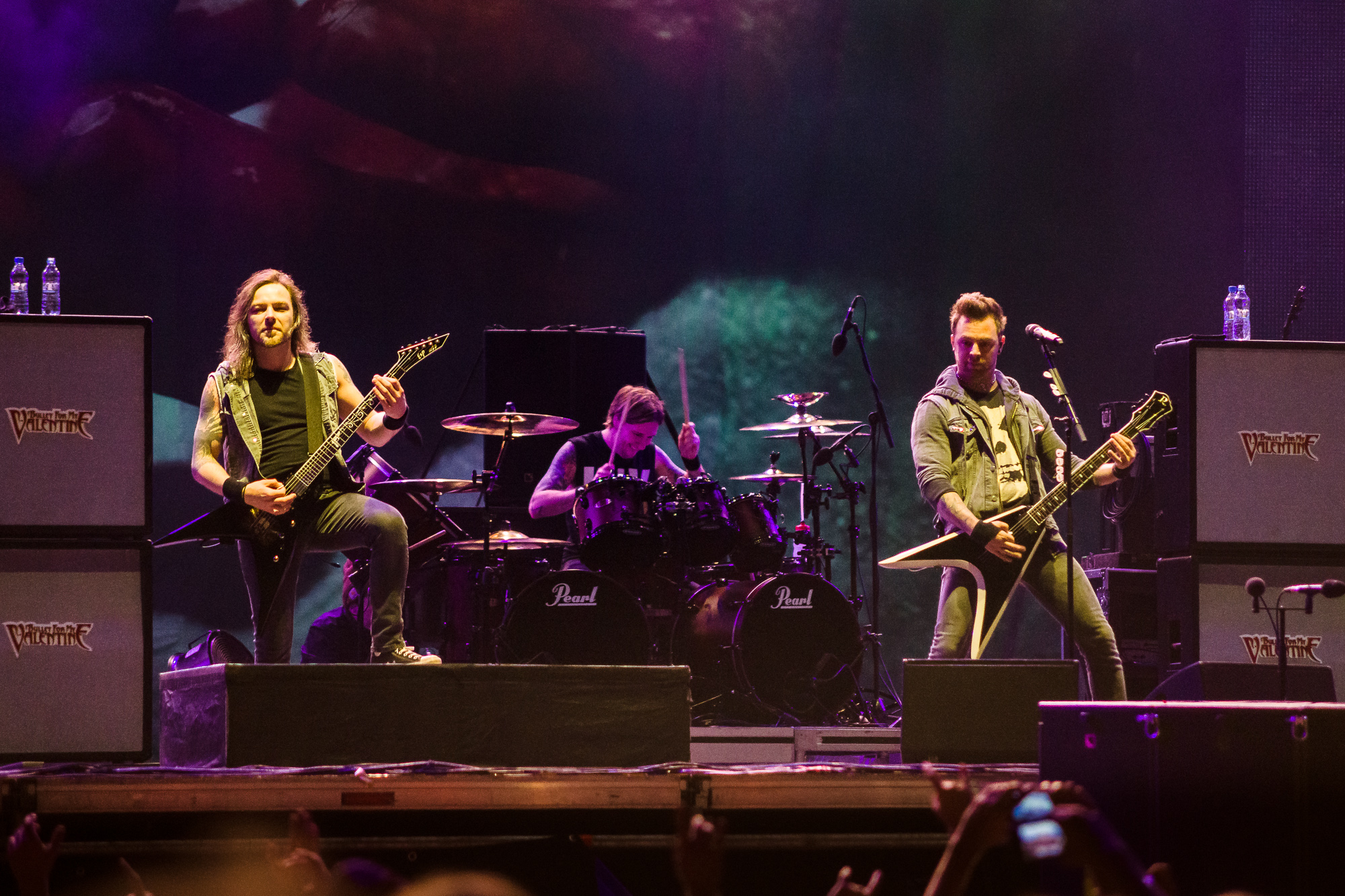
Bullet for My Valentine au festival étudiant Ursynalia 2013 de Varsovie

Le 28 décembre 2011, le chanteur annonce sur le compte Twitter du groupe être parti pendant trois semaines en Thaïlande pour écrire, ce qui laisse supposer que c'est pour un nouvel album.
Le 6 août 2012, Matt Tuck annonce que l'enregistrement du quatrième album est terminé avec le message suivant : « Bullet army, album 4........Done!!!! MT ». Le 30 octobre, le groupe met sur iTunes le premier single de l'album Temper Temper avant de le publier au Royaume-Uni le 25 novembre. Début novembre, ils annoncent que leur quatrième album, homonyme au single, sera disponible le 12 février 2013, avant d'afficher les dates de leur tournée à venir le lendemain , qui comprend un concert à Paris, en France, le 19 mars au Bataclan.

### Venom (2013-2016)
Le 13 novembre 2013, le groupe révèle qu'il est en train de travailler sur une nouvelle chanson. Le 15 novembre 2013, un court extrait d'une nouvelle chanson, intitulée "Raising Hell", apparaît sur le compte Vine de Matt Tuck. Elle a été jouée pour la première fois le 18 novembre 2013 pendant le BBC Radio 1's Rock Show. Elle est devenue disponible le 20 novembre 2013 et un clip a été publié la semaine suivante.
Matt Tuck annonce sur Twitter le 06 janvier 2014 que le groupe rentrait en studio pour leur cinquième album.
Le 21 janvier 2015, dans une interview donnée au magazine Kerrang!,Matt Tuck dévoile que l'album sera produit par Colin Richardson, qui a déjà produit The Poison et Scream Aim Fire.
Le 9 Février 2015, le groupe annonce le départ du bassiste Jason ''Jay'' James.Le groupe attendra le moment opportun pour révéler le nouveau bassiste et se focalisera en attendant sur l'enregistrement de l'album.
Le 11 mai 2015, le groupe annonce que le premier single du nouvel album, intitulé "No Way Out", sera diffusé le 17 mai 2015 via la BBC Radio 1. Le groupe annonça alors le nom du cinquième album studio, Venom, ainsi que l'identité du nouveau bassiste, Jamie Mathias. Le lendemain, le groupe annonce la sortie du nouvel album pour le 18 août 2015 ainsi qu'une tournée britannique suivie d'une tournée européenne.

### Nouveau contrat et sixième album (2016-2021)
Le 1er février 2016, le groupe annonce que le batteur Moose sera en congés pendant quelques mois. C'est Jason Bowld, notamment batteur de AxeWound, qui le remplace.
Le 1er avril 2016, le groupe annonce avoir signé avec Spinefarm Records, leur contrat avec Sony Music ayant pris fin après le cinquième album.
Le 7 novembre 2016, le groupe sort un single accompagné d'un clip, intitulé Don't Need You. Il est édité en vinyle rouge transparent pour le Disquaire Day 2017.
En août 2017, le groupe sort uniquement via la plateforme PledgeMusic un live, intitulé Live from Brixton: Chapter Two. Disponible en CD, vinyles, DVD et Blu-Ray, le live a été enregistré à la O2 Brixton Academy les 9 et 10 décembre 2016, à la fin de la tournée britannique du 10ème anniversaire du premier album du groupe, The Poison, joué dans son intégralité sur certaines dates pour l'occasion, dont la nuit du 10 décembre.
Le 6 avril 2017, Matt Tuck annonce sur Twitter que le groupe entame son travail sur le sixième album du groupe.
Le 4 décembre 2017, un communiqué officiel annonce le départ de Moose, batteur depuis la création du groupe. Il est officiellement remplacé par Jason Bowld qui officiait jusque-là comme musicien de tournée et d'enregistrement (Don't Need You). Le communiqué annonce aussi que l'enregistrement du sixième album est presque terminé et que Bolwd avait pris les fûts pour cet enregistrement.
Le 1er avril 2018, Bullet for My Valentine a publié une nouvelle chanson, "Over It". La chanson est le premier single de leur sixième album studio, Gravity, dont la sortie a été confirmée le 29 juin 2018. C'est ensuite le tour du titre "Piece Of Me". Le 18 mai 2018, le groupe sort une nouvelle chanson, "Letting You Go",.

## Style musical
Le style musical du groupe est un mélange du heavy metal,, hardcore mélodique, et de thrash metal. Le groupe est influencé par d'autres groupes tels que Annihilator, Guns N' Roses, AC/DC, Testament, Stuck Mojo, Korn, Slayer, Megadeth, Alice in Chains et Nirvana, ainsi que cinq des groupes préférés de Matt Tuck lui-même, Metallica, Pantera, Machine Head, Iron Maiden et Judas Priest.
Leur album "Gravity" marque un tournant dans leur musique, avec des influences plus proches de Linkin Park, Bring Me The Horizon ou Asking Alexandria. Le son devient moins heavy, il n'y a plus de solo de guitare et des éléments électroniques sont incorporés,.

## Membres

### Membres actuels
- Matthew « Matt » Tuck : chant, guitare rythmique (depuis 1998)
- Michael « Padge » Padget : guitare solo, chœurs (depuis 1998)
- Jamie Mathias : basse, chœurs (depuis 2015)
- Jason Bowld : batterie (depuis 2017 (musicien de session/tournée 2015-2017))

### Anciens membres
- Nick Crandle : basse (1998-2003)
- Jason « Jay » James : basse, chœurs (2003-2015)
- Michael « Moose » Thomas : batterie (1998-2017)

## Discographie
- 2005 : The Poison
- 2008 : Scream Aim Fire
- 2010 : Fever
- 2013 : Temper Temper
- 2015 : Venom
- 2018 : Gravity
- 2021 : Bullet For My Valentine

## Récompenses
- Le groupe remporte en 2005 le Kerrang! Awards du « Meilleur Nouveau Groupe Britannique » et décide d'accepter une offre de Kerrang! pour être à l'affiche de leur tournée à l'occasion du 25e anniversaire de Kerrang!.
- En 2006, BFMV remporte le Metal Hammer Golden God Award pour le « Meilleur Groupe Britannique ».
- En 2006, le groupe remporte le Kerrang! Awards du « Meilleur Single Britannique » avec la chanson Tears Don't Fall, extrait de l'album The Poison.
- En 2008, 2009 et 2010, Bullet For My Valentine remporte le prix du « Meilleur Groupe Britannique » aux Kerrang! Awards, auquel ils ajoutent la récompense du « Meilleur Groupe sur Scène » cette dernière année[52],[53].